# 吉耶河
吉耶河（法語發音：[ɡje]）是法国奥弗涅-罗讷-阿尔卑斯大区伊泽尔省与萨瓦省的河流，是罗讷河的左支流，长49.9千米。该河与吉耶维夫河（Guiers Vif，意为“活的吉耶河”）汇流的上游部分被称为“吉耶莫尔河”（Guiers Mort，意为“死的吉耶河”）。